# Маунтін-Брук
Маунтін-Брук (англ. Mountain Brook) — місто (англ. city) в США, в окрузі Джефферсон штату Алабама. Населення — 22 461 особа (2020).

## Географія

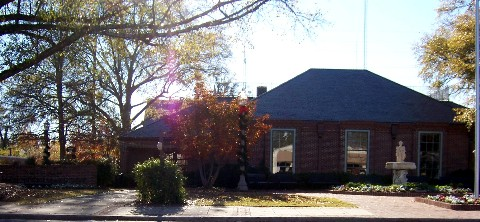
Будівля старої мерії

Маунтін-Брук розташований за координатами 33°29′29″ пн. ш. 86°44′4″ зх. д. / 33.49139° пн. ш. 86.73444° зх. д. (33.491488, -86.734470).  За даними Бюро перепису населення США в 2010 році місто мало площу 33,18 км², з яких 33,11 км² — суходіл та 0,06 км² — водойми.

## Демографія

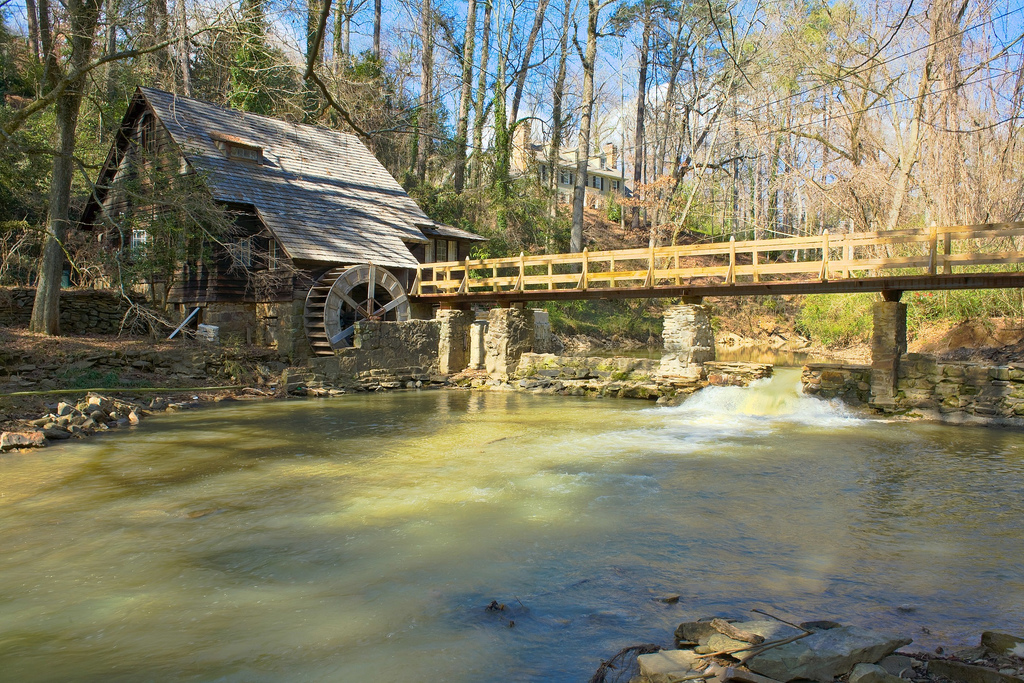
Старий млин в Маунтін-Брук

Згідно з переписом 2010 року, у місті мешкало 20 413 осіб у 7731 домогосподарстві у складі 5864 родин. Густота населення становила 615 осіб/км².  Було 8266 помешкань (249/км²).
Расовий склад населення:
| - 97,2 % — білих - 1,0 % — чорних або афроамериканців - 0,9 % — азіатів - 0,1 % — корінних американців |

До двох чи більше рас належало 0,6 %. Частка іспаномовних становила 1,0 % від усіх жителів.
За віковим діапазоном населення розподілялося таким чином: 29,3 % — особи молодші 18 років, 55,0 % — особи у віці 18—64 років, 15,7 % — особи у віці 65 років та старші. Медіана віку мешканця становила 41,9 року. На 100 осіб жіночої статі у місті припадало 91,3 чоловіків;  на 100 жінок у віці від 18 років та старших — 87,4 чоловіків також старших 18 років.
Середній дохід на одне домашнє господарство  становив 186 097 доларів США (медіана — 126 534), а середній дохід на одну сім'ю — 212 246 доларів (медіана — 153 220). Медіана доходів становила 109 048 доларів для чоловіків та 58 837 доларів для жінок. За межею бідності перебувало 3,0 % осіб, у тому числі 2,4 % дітей у віці до 18 років та 4,6 % осіб у віці 65 років та старших.
Цивільне працевлаштоване населення становило 8975 осіб. Основні галузі зайнятості: освіта, охорона здоров'я та соціальна допомога — 27,4 %, науковці, спеціалісти, менеджери — 22,8 %, фінанси, страхування та нерухомість — 16,8 %.

## Управління
Місто Маунтін-Брук (укр. Гірський струмок) було зареєстроване в 1942 році і стало першим містом у штаті Алабама, де була застосована форма правління «Мерія». Мер виступає як глава міста, а міська рада виступає як законодавчий орган громади. Мер і п'ять членів Ради обираються на чотирирічний термін як керівний орган міста.

## Відомі мешканці
- Кортні Кокс — американська акторка, виросла в Маунтін-Брук (народилась в Бірмінгемі).